# Reedham (Norfolk)
Reedham ist eine rund 1.200 Einwohner zählende Gemeinde (Civil parish) in der englischen Grafschaft Norfolk. Sie liegt im Zentrum des Gewässersystems und Naturschutzgebiets der Norfolk Broads am Fluss Yare und hat eine Ausdehnung von 12,5 Quadratkilometern.

## Geschichte
Der Name des Dorfes bedeutet „schilfiges Gehöft“ oder „schilfiges, eingezäuntes Land“.
Es existieren kaum Nachweise für eine Besiedlung in römischer oder sächsischer Zeit. Die Kirche St John the Baptist wurde um das Jahr 1100 gebaut. Die umfassendere Besiedlung fand nach dem Mittelalter statt. Eine größere Anzahl von Gebäuden aus dieser Zeit ist erhalten. Witton Green Farm wird als das interessanteste bezeichnet. Es handelt sich um ein Backsteinhaus aus der Mitte bis zum Ende des 17. Jahrhunderts. Interesse findet auch das Old School House, eine frühviktorianische Schule in einem der Tudor-Zeit nachempfundenen Stil aus dem Jahr 1830.
50 Meter von der früheren Reedham Hall entfernt befindet sich der Standort einer Suchscheinwerferbatterie aus dem Ersten und Zweiten Weltkrieg. Belegt ist ferner die Absturzstelle zweier Bombenflugzeuge aus dem Zweiten Weltkrieg; im Februar 1944 stürzten zwei B17-Bomber der U.S. Air Force in Reedham ab.

## Lage und Beschreibung
Die Gemeinde Reedham liegt am Nordufer des Flusses Yare und reicht im Osten bis an das Breydon Water bei Berney Arms, im Westen grenzt sie an die Gemeinde Cantley. Sie liegt 19 Kilometer östlich der Stadt Norwich und 12 Kilometer südwestlich von Great Yarmouth.
Die Gemeinde umfasst ein größeres Gebiet umliegenden Sumpflands sowie die abgeschiedene Siedlung Berney Arms. Die Kommunalverwaltung fällt in die Zuständigkeit des Bezirks Broadland.
Aufgrund der Lage am Unterlauf des Yare vor seiner Einmündung in Breydon Water besteht hier sowohl eine Fährverbindung für Fußgänger und Fahrzeuge als auch eine Brücke für die Eisenbahn.
Bei Reedham verbindet der Haddiscoe Cut das Flusssystem des Yare mit dem des Waveney. Der Ort ist somit ein Knotenpunkt für die Sportschifffahrt.

### Reedham Fähre

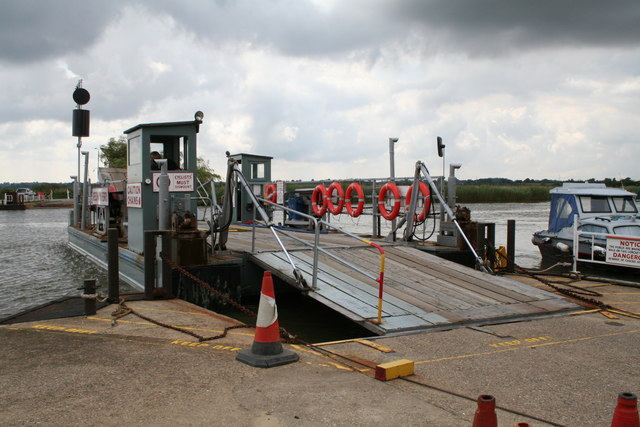
Kettenfähre in Reedham

Die Reedham Ferry ist eine Kettenfähre für Fahrzeuge, die den Fluss Yare überquert. Sie ist die einzige Möglichkeit, den Fluss zwischen Norwich und Great Yarmouth zu überqueren und erspart den Nutzern eine Fahrt von mehr als 50 Kilometern.
Die jüngste Fähre wurde im Jahr 1984 in Oulton Broad gebaut. Sie kann bis zu drei Autos gleichzeitig befördern und ist für ein Höchstgewicht von 12 Tonnen ausgelegt. Die Fähre wurde bis 1949 von Hand über den Fluss gezogen, bis sie Anfang 1950 motorisiert wurde. Die Betriebszeiten sind das ganze Jahr über montags bis freitags von 6.30 Uhr bis 22.00 Uhr und samstags und sonntags von 8.00 Uhr bis 22.00 Uhr.

### Reedham Drehbrücke

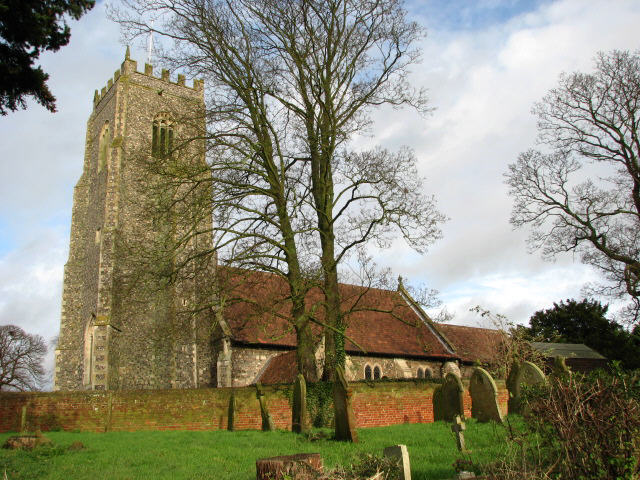
Kirche St John the Baptist

Die Drehbrücke in Reedham, die an der Stelle einer viktorianischen Drehbrücke errichtet wurde, führt die Wherry-Eisenbahnlinie zwischen Norwich und Lowestoft über den Fluss Yare in der Nähe des Bahnhofs Reedham.
Die ursprüngliche eingleisige Brücke wurde in den 1840er Jahren von Sir Samuel Morton Peto in Auftrag gegeben, um die Durchfahrt von Transportbooten des Typs Wherry zu ermöglichen. Die heutige Brücke stammt aus den Jahren 1902/3 vor der Verdoppelung der Gleise. Die Brücke wird von einem Stellwerk aus dem Jahr 1904 bedient. In einem normalen Jahr wird sie 1.300 Mal geöffnet.